# Abraham Asscher

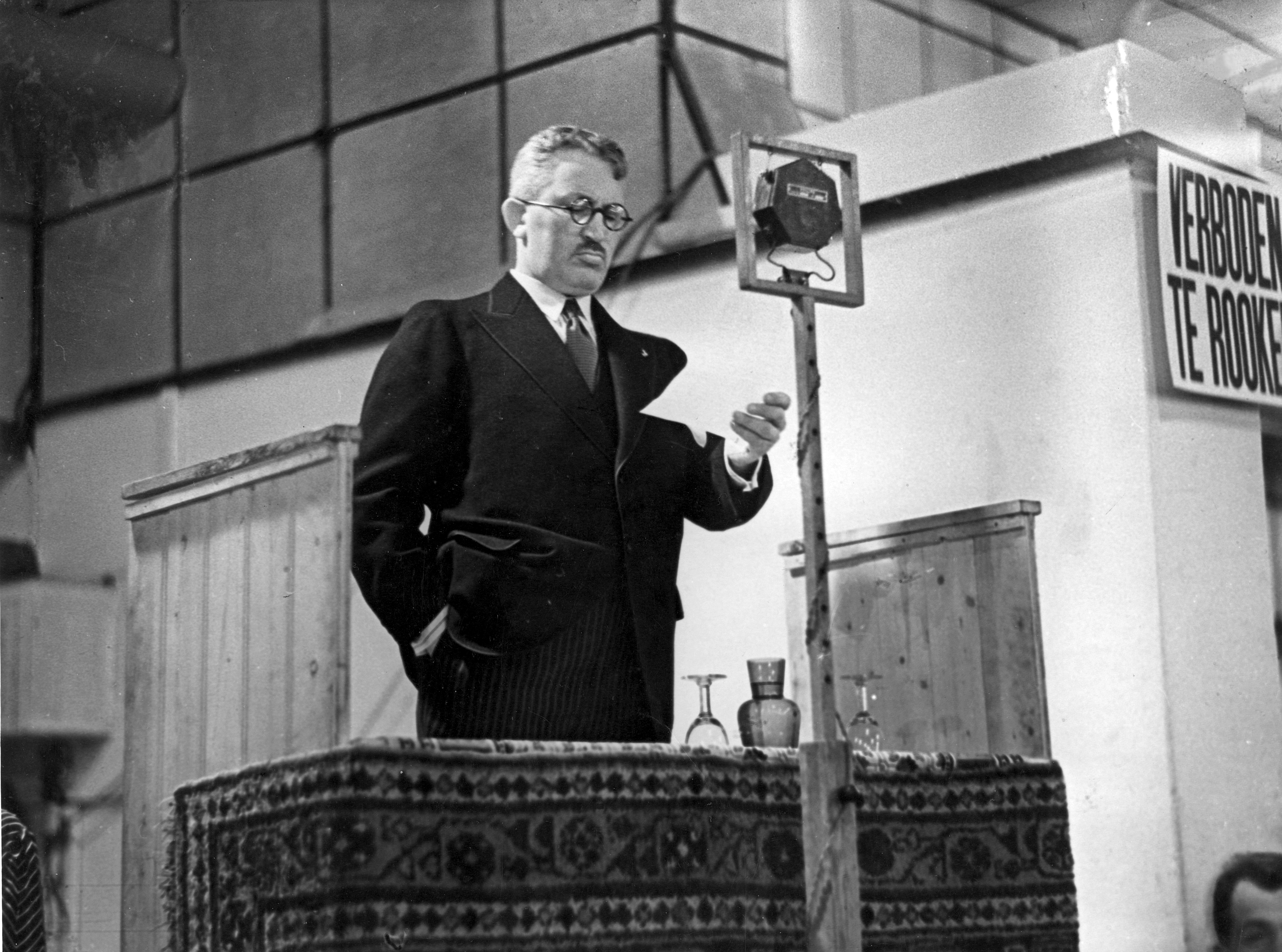
Abraham Asscher (1933)

Abraham Asscher (*  19. September 1880 in Amsterdam; † 2. Mai 1950 ebenda) war ein niederländischer Diamantenhändler, Zionist, Politiker und Mitglied der Handelskammer in Amsterdam sowie Vorsitzender des Joodse Raad in Amsterdam während des Zweiten Weltkrieges.

## Leben
Abraham Asscher war Eigner und Direktor der weltbekannten Diamanthandelsfirma und -schleiferei Asscher in Amsterdam, in der sein Bruder Joseph auch 1908 den größten bekannten Diamanten Cullinan zerteilt hatte. Er war zudem Mitglied der Handelskammer in Amsterdam. In den nördlichen Niederlanden vertrat er zwischen 1917 und 1940 die Liberale Partei im Regionalrat. Asscher war als jüdischer Funktionär und Zionist  unter anderem ab 1932 Vorsitzender des ständigen Ausschusses der aschkenasischen Gemeinden und übernahm zudem den Ratsvorsitz in der Jüdischen Gemeinde Amsterdam. Er gehörte mit David Cohen zu den Mitbegründern des Komitees für besondere jüdische Belange (Comité voor Bijzondere Joodsche Belangen, CBJB) und wurde dessen Leiter bis zur Auflösung dieser Institution im März 1941. Dem Komitee gelang es, zwischen 1933 und 1939 33.000 jüdische Flüchtlinge aus dem Deutschen Reich aufzunehmen, von denen ein Teil aus Osteuropa stammte und staatenlos war. 11.000 von ihnen konnte bei der Weiterreise geholfen werden.
Nachdem das Deutsche Reich die Niederlande besetzt hatten, erwarb Hermann Göring im Mai 1940 bei dem Diamanthandel Asscher Diamanten für 1,4 Millionen Gulden. Ab dem 12. Februar 1941 führte Asscher gemeinsam mit Cohen die von den deutschen Besatzern initiierte Zwangsvereinigung Joodse Raad zunächst für Amsterdam und später für die gesamten Niederlande. Nach dem allmählichen Ausschluss der jüdischen Bevölkerung aus dem öffentlichen Leben war der Judenrat auch mit Bildungs-, Fürsorge- und elementaren Fragen, wie Kleidungs- und Lebensmittelbeschaffung, beschäftigt. Der niederländische Judenrat versuchte durch Freistellungen möglichst viele jüdische Landsleute vor der Deportation und damit dem Holocaust zu bewahren, was jedoch nicht gelang. Asscher, wie auch andere Mitglieder des Joods Raads, wurde am 23. September 1943 als einer der letzten in den Niederlanden verbliebenen Juden über das Durchgangslager Westerbork gemeinsam mit weiteren jüdischen Diamantenhändlern in das KZ Bergen-Belsen deportiert.
Wegen Kollaboration mit den deutschen Besatzern wurde er nach seiner Rückkehr in die Niederlande festgenommen und ein Ermittlungsverfahren gegen ihn eingeleitet. Nach der Einstellung dieses Verfahrens folgte 1947 ein Prozess vor einem jüdischen Gemeindegericht, das ihn der Kollaboration für schuldig befand. Asscher, der seine Handlungen während der Besatzungszeit im Prozess rechtfertigte, wurde die Ausübung von Funktionen in jüdischen Ämtern untersagt. Asscher, der sich aus dem jüdischen Gemeindeleben komplett zurückzog, erkannte dieses Urteil jedoch nicht an. Dies hatte auch zur Folge, dass Abraham Asscher nicht auf einem jüdischen Friedhof begraben ist.